# Szentmiklósi Pongrác

Szentmiklósi Pongrác (†1474?) liptói főispán, országkapitány, Hunyadi János és Mátyás király támogatója. Emellett hírhedt rablólovag, a pártok között a saját hasznát keresve lavírozó oligarcha, a "trencséni király".

## Élete
Szentmiklósi II. Pongrác a liptói Szentmiklósi (szórványosan Pongrácként is emlegetett, a későbbi Pongrácz család elődje) középnemesi famíliába tartozott. Legidősebb fia volt I. Máténak(más források szerint II. Miklósnak) Ebben a korban még nem volt általános a családnevek használata; Pongrácot származása vagy birtokai után Liptóiként, Berencsiként vagy Szakolcaiként is említik. Három öccse született: I. István, II. Jakab és III. János.
Első említése 1415-ből származik, amikor Zsigmond király kíséretében elment a konstanzi zsinatra. Első önálló megnyilvánulása 1435-ből ismert, amikor a Turóc vármegyei Blatnica várában (amelyet a család 1403-ban kapott a királytól) kiadott egy oklevelet.
1437-ben a törökök nagy sereggel ostrom alá vették Szendrő várát, amelyet Brankovics Gergely védett. A felmentő sereg vezetésével Zsigmond Szentmiklósi Pongrácot bízta meg. A törököket sikerült meglepnie és a csatában - amelyben ott harcolt Jan Jiskra cseh zsoldosvezér és az erdélyi segédhadakat vezető Hunyadi János is - diadalt aratott.
1441-ben már övé volt Berencs vára is. Ebben az évben Blatnicát átadta Neczpáli László szakolcai várkapitánynak, ugyanis Ulászló király tartozott Neczpálinak kilencezer aranyforinttal és Pongrác a király helyett adta át ennek fejében a várát. Cserébe kapott az uralkodótól egy adósságlevelet, amely felhatalmazta hogy adósságát erőszakkal is behajthassa. 1443-ra az adósság 12 ezer forintra növekedett és Ulászló - tekintve hogy Pongrác ekkor már Szakolca kapitánya volt és a vár fenntartására sokat költött - kénytelen volt átadni neki Sztrecsény és Óvár királyi várakat. Az erődítmények tényleges birtokbavétele azonban négy évet késett és csak erőszakkal való fenyegetéssel tudta átvenni a várakat.  

### Az oligarcha és rablólovag
Pongrác ekkor már jól kihasználta a gyenge központi hatalomból fakadó kaotikus állapotokat és erőszakkal gyarapította vagyonát. Ulászló semmit sem tehetett ellene. 1443 márciusában a koronának tett szolgálatai miatt megbocsátotta neki és családtagjainak az általuk elkövetett "harácsolásokat, rablásokat és gyújtogatásokat". Életmódjával azonban Pongrác a jelek szerint nem hagyott fel, mert ugyanazon év novemberében újból kegyelmet kapott, de most már egy figyelmeztetés kíséretében, hogy elveszítheti a király kegyét. A jelentős helyi hatalmassággá erősödött Szentmiklósi Pongrác 1444 augusztusában barátsági szerződést kötött az ekkorra már az ország egyik legfontosabb emberévé vált Hunyadi Jánossal. Amikor a pesti országgyűlés hét kapitányságra osztotta az országot, Ország Mihállyal együtt Szentmiklósi Pongrácot nevezték ki a Mátyusföld (a Duna, Vág és Morva folyó közötti terület) országos kapitányává. Fosztogatásait, erőszakoskodásait azonban továbbra is folytatta. Amikor a bánovici Kazzay János 1447-ben bepanaszolta őt a királynál, Ulászló csak annyit tudott válaszolni, hogy tehetsége szerint álljon ellen neki. 
1449. május 4-én Pongrác olyan védelmi szövetséget kötött a Felvidéken szintén önkényesen várakat, városokat elfoglaló Jan Jiskrával, amely a szerződés be nem tartása esetén tízezer forintos bírságot kötött ki. 1450-ben Hunyadi János Jiskra ellen vonult, de nem bírt vele, kénytelen volt békét kötni. Pongrác Alsó-Ausztriát is rendszeresen fosztogatta, adót zsarolt a városoktól, azért III. Frigyes császár szintén 1450-ben Cillei Ulrikot küldte ellene, aki ostrom alá is vette Szakolcát, de miután Hunyadi kezességet vállalt Pongrácért, elvonult.

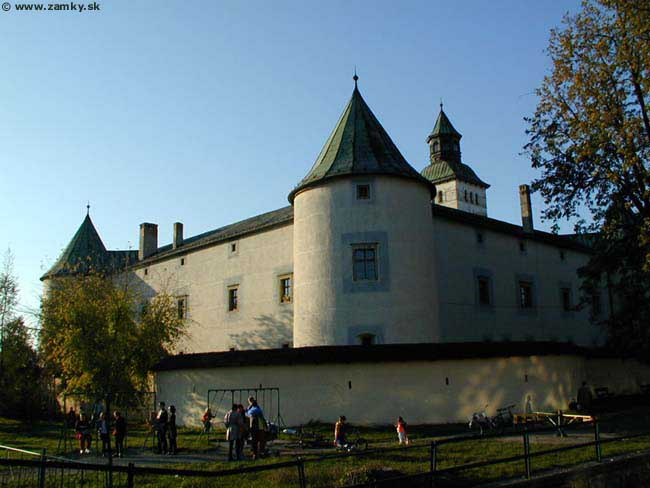
A Szentmiklósi Pongrác által építtetett nagybiccsei vár

1451-ben Pongrác egy általa kiadott oklevélben már liptói főispánnak nevezte magát. 1452-ben Hunyadi a törökök elleni háború finanszírozására hétezer forintot kölcsönzött Szentmiklósitól, amiért cserébe elzálogosított neki Szakolcát és a Zsolna harmincad adóját. Ezen év végén Hunyadit megválasztották az ország kormányzójának, a következő év februárjában pedig a pozsonyi országgyűlés elrendelte Szentmiklósi Pongrác, Jan Jiskra és Komorovszky Péter törvényen kívül helyezését és javaik elkobzását. A határozatnak gyakorlati következménye azonban nem volt, Pongrác továbbra is liptói főispán maradt, sőt Hunyadival való jó kapcsolatának köszönhetően 1453 szeptemberében László király megerősítette Berench, Ugroch, Wyvar, Likava és Naghwar birtokában, Sztrecsény és Óvár zálogát pedig kilencezer forint helyett tizennyolcezer forintra emelte. A fenti uradalmakon kívül maga is több kisebb-nagyobb erődítményt emelt (pl. a nyitrai Nagybiccsén), törzsbirtokát, Liptószentmiklóst fallal megerősítette; ezekre támaszkodva pedig folytatta fosztogatásait, rablásait. Hunyadi végül kénytelen volt egyezséget kötni Pongráccal, amelyet 1454 májusában írtak alá. Ennek megfelelően Pongrác négyezer forintért átadta Berencs, Sztrecsény és Zsolna várát; cserébe megkapta a temesi "Sidóvárat, Mezősomylót, Maxondot, Fruzsinkavárat és Sasvárat"; a liptói Újvárt, Nagyvárt, Likavát a kamarai adóval és a liptói főispánságot; valamint az árvai Turdossin harmincad adóját. Testvérei, István, Jakab és János is megfelelő birtokkompenzációban részesültek. Hunyadi utólag módosítani akart a szerződésen, ismeretlen okok miatt vissza akarta adni Berencset, Sztrecsényt, Zsolnát és Óvárat Pongrácnak, de 1456-os halála miatt az ügyletet már özvegye, Szilágyi Erzsébet és annak testvére, Horogszegi Szilágyi Mihály bonyolította le. A bizonytalan helyzetbe került Hunyadi-család 1457-ben ismételten szövetséget kötött a magát jelentős hatalmi tényezővé kinőtt Szentmiklósiakkal. Ennek megfelelően Pongrác, fiaival és fivéreivel együtt aktívan támogatta Hunyadi Mátyás királlyá választását. 
Pongrác folytatta megszokott hatalmaskodásit, ezért Mátyás király pár hónappal koronázása után elvette tőle Nagyvárt, Óvárt ás Likavát és odaadta Komorovszky Péternek, akit később liptói főispánnak is kinevezett. 
Szentmiklósi Pongrác 1474 körül halt meg. A család azonban nem esett ki teljesen a király kegyeiből, mert bár váraik elvesztéséért hiába perlekedtek, Mátyás 1479-ben kegyelmet adott három testvérének és fiainak minden korábbi bűnük miatt és eltiltotta a bíróságokat az ezekben az ügyekben indított perek lefolytatásáról.

## Családja
Szentmiklósi Pongrácnak két fia született, I Vencel és III. Pongrác. Előbbinek született két fia, I. Gáspár és IV. Péter, de velük kihalt a nemzetség ezen ága. Fivérei, István és Jakab voltak ősei a később főnemességig emelkedő Pongrácz családnak. 

## Kulturális vonatkozások
Mikszáth Kálmán a Beszterce ostromá-ban megemlíti Szentmiklósi Pongrácot, mint a főszereplő Pongrácz István ősét.